# George E. Stone
George E. Stone, pseudonimo di Gerschon Lichtenstein (Łódź, 18 maggio 1903 – Woodland Hills, 26 maggio 1967), è stato un attore polacco naturalizzato statunitense.
Iniziò la sua carriera nel 1927, ottenendo soprattutto parti secondarie.
Continuò la sua carriera fino al 1962, dopo aver preso parte anche al capolavoro di Billy Wilder A qualcuno piace caldo.
Morì nel 1967, a 64 anni, per le complicazioni di un ictus.

## Filmografia parziale

### Cinema
- Settimo cielo (7th Heaven), regia di Frank Borzage (1927)
- I lupi della City (Tenderloin), regia di Michael Curtiz (1928)
- Monella bionda (Naughty Baby), regia di Mervyn LeRoy (1928)
- The Racket, regia di Lewis Milestone (1928)
- The Girl in the Glass Cage, regia di Ralph Dawson (1929)
- Il fiume stanco (Weary River), regia di Frank Lloyd (1929)
- L'uomo dai due volti (Skin Deep), regia di Ray Enright (1929)
- Piccolo Cesare (Little Caesar), regia di Mervyn LeRoy (1931)
- I pionieri del West (Cimarron), regia di Wesley Ruggles (1931)
- The Front Page, regia di Lewis Milestone (1931)
- I gioielli rubati (Stolen Jewels), regia di William C. McGann - cortometraggio (1931)
- Sob Sister, regia di Alfred Santell (1931)
- L'avventuriera di Montecarlo (The Woman from Monte Carlo), regia di Michael Curtiz (1932)
- Quarantaduesima strada (42nd Street), regia di Lloyd Bacon (1933)
- Viva Villa!, regia di Jack Conway (1934)
- Embarrassing Moments, regia di Edward Laemmle (1934)
- La riva dei bruti (Frisco Kid), regia di Lloyd Bacon (1935)
- Rhythm on the Range, regia di Norman Taurog (1936)
- Le belve della città (Bullets or Ballots), regia di William Keighley (1936)
- Avorio nero (Anthony Adverse), regia di Mervyn LeRoy (1936)
- Un bandito in vacanza (A Slight Case of Murder), regia di Lloyd Bacon (1938)
- La bolgia dei vivi (You Can't Get Away with Murder), regia di Lewis Seiler (1939)
- La casa delle fanciulle (The Housekeeper's Daughter), regia di Hal Roach (1939)
- Questa donna è mia (I Take this Woman), regia di W. S. Van Dyke (1940)
- Giubbe rosse (North West Mounted Police), regia di Cecil B. DeMille (1940)
- Island of Doomed Men, regia di Charles Barton (1940)
- Doll Face, regia di Lewis Seiler (1945)
- Non dirmi addio (Sentimental Journey), regia di Walter Lang (1946)
- L'amante immortale (Daisy Kenyon), regia di Otto Preminger (1947)
- Una ragazza in ogni porto (A Girl in Every Port), regia di Chester Erskine (1952)
- Paradiso notturno (Bloodhounds of Broadway), regia di Harmon Jones (1952)
- Mano pericolosa (Pickup on South Street), regia di Samuel Fuller (1953)
- La tunica (The Robe), regia di Henry Koster (1953)
- L'ultimo bersaglio (Combat Squad), regia di Cy Roth (1953)
- Asfalto rosso (The Miami Story), regia di Fred F. Sears (1954)
- La lancia che uccide (Broken Lance), regia di Edward Dmytryk (1954)
- Il mondo è delle donne (Woman's World), regia di Jean Negulesco (1954)
- Il circo a tre piste (3 Ring Circus), regia di Joseph Pevney (1954)
- Bulli e pupe (Guys and Dolls), regia di Joseph L. Mankiewicz (1955)
- L'uomo dal braccio d'oro (The Man with the Golden Arm), regia di Otto Preminger (1955)
- Anonima delitti (New York Confidential), regia di Russell Rouse (1955) - non accreditato
- Il conquistatore (The Conqueror), regia di Dick Powell (1956)
- Veneri rosse (Slightly Scarlet), regia di Allan Dwan (1956)
- Furia a Rio Apache (Sierra Stranger), regia di Lee Sholem (1957)
- L'inferno ci accusa (The Story of Mankind), regia di Irwin Allen (1957)
- Faccia d'angelo (Baby Face Nelson), regia di Don Siegel (1957)
- Qualcuno verrà (Some Came Running), regia di Vincente Minnelli (1958)
- Questa è la mia donna (Night of the Quarter Moon), regia di Hugo Haas (1959)
- A qualcuno piace caldo (Some Like It Hot), regia di Billy Wilder (1959)
- Arriva Jesse James (Alias Jesse James), regia di Norman Z. McLeod (1959)
- Susanna agenzia squillo (Bells Are Ringing), regia di Vincente Minnelli (1960)
- Colpo grosso (Ocean's Eleven), regia di Lewis Milestone (1960)
- Angeli con la pistola (Pocketful of Miracle), regia di Frank Capra (1961)

### Televisione
- Damon Runyon Theater – serie TV, episodio 2x11 (1955)
- The 20th Century-Fox Hour – serie TV, episodio 1x13 (1956)
- Crossroads – serie TV, episodi 1x20-1x25 (1956)
- Alfred Hitchcock presenta (Alfred Hitchcock Presents) – serie TV, episodio 1x15 (1956)
- Have Gun - Will Travel – serie TV, episodio 1x30 (1958)
- Perry Mason – serie TV, 46 episodi (1958-1962)
- This Man Dawson – serie TV, episodio 1x16 (1960)

## Doppiatori italiani
Nelle versioni in italiano delle opere in cui ha recitato, George E. Stone è stato doppiato da:
- Giovanni Saccenti in Viva Villa! (ridoppiaggio), A qualcuno piace caldo
- Bruno Persa in Giubbe rosse
- Amilcare Pettinelli in L'uomo dal braccio d'oro
- Massimo Turci in Piccolo Cesare (doppiaggio tardivo)

## Galleria d'immagini

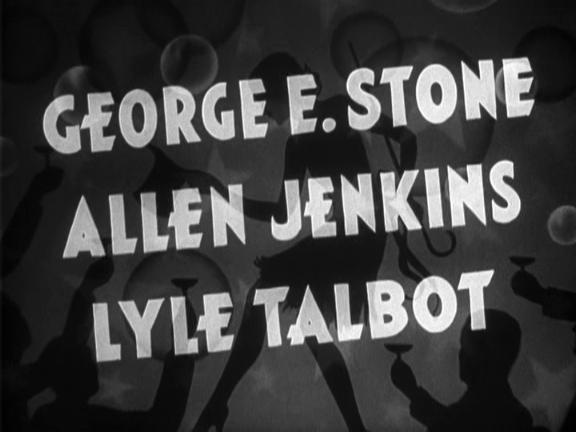
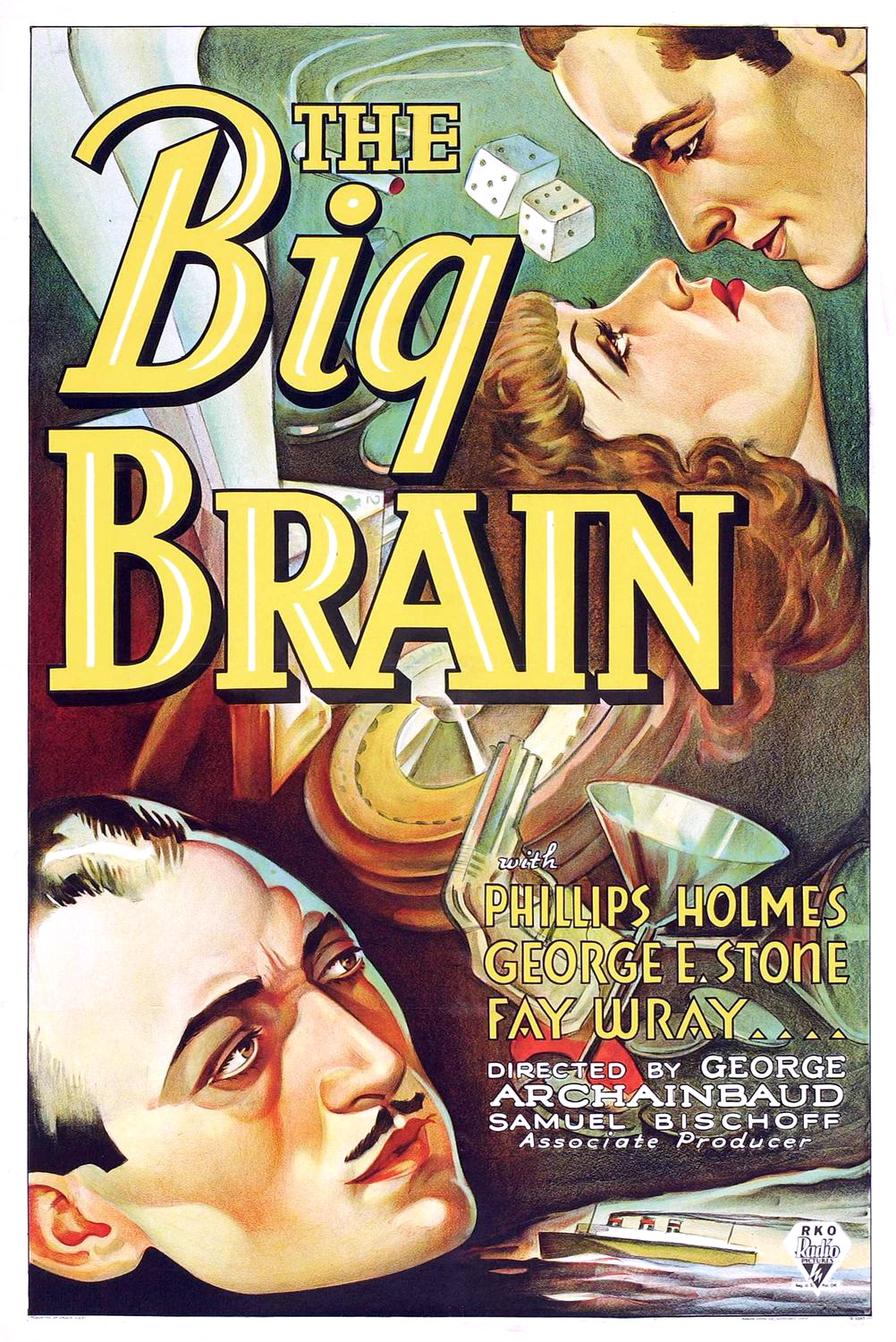